# Elezioni parlamentari in Venezuela del 2010
Le elezioni parlamentari in Venezuela del 2010 si tennero il 26 settembre per il rinnovo dell'Assemblea nazionale.

## Risultati
| Liste                                      | Proporzionale | Proporzionale | Proporzionale | Seggi magg. | Seggi totale |
| Liste                                      | Voti          | %             | Seggi         | Seggi magg. | Seggi totale |
| ------------------------------------------ | ------------- | ------------- | ------------- | ----------- | ------------ |
| Partito Socialista Unito del Venezuela     | 5.113.121     | 45,21         | 25            | 71          | 96           |
| Un Nuovo Tempo                             | 998.606       | 8,83          | 2             | 10          | 12           |
| Primero Justicia                           | 974.358       | 8,62          | 5             | 10          | 15           |
| Azione Democratica                         | 924.339       | 8,17          | 14            | 8           | 22           |
| COPEI                                      | 580.458       | 5,13          | 1             | 5           | 6            |
| Patria Para Todos                          | 340.566       | 3,01          | 1             | 1           | 2            |
| Progetto Venezuela                         | 339.853       | 3,01          | 2             | 1           | 3            |
| Per la Democrazia Sociale                  | 298.311       | 2,64          | -             | 2           | 2            |
| Movimiento de Integridad Nacional - Unidad | 204.163       | 1,81          | -             | -           | -            |
| Partito Comunista del Venezuela            | 162.919       | 1,44          | -             | -           | -            |
| Movimento Rivoluzionario Tupamaro          | 152.829       | 1,35          | -             | -           | -            |
| La Causa Radical                           | 103.367       | 0,91          | 1             | 1           | 2            |
| Alianza Bravo Pueblo                       | 91.408        | 0,81          | -             | -           | -            |
| Cuentas Claras                             | 75.723        | 0,67          | -             | 1           | 1            |
| Partito Bandiera Rossa                     | 67.563        | 0,60          | -             | -           | -            |
| Movimiento Republicano                     | 62.152        | 0,55          | -             | -           | -            |
| Movimiento al Socialismo                   | 51.461        | 0,46          | -             | -           | -            |
| Convergencia                               | 47.132        | 0,42          | 1             | -           | 1            |
| Proyecto Carabobo                          | 44.126        | 0,39          | -             | -           | -            |
| Unidos para Venezuela                      | 41.741        | 0,37          | -             | -           | -            |
| Opinión Nacional                           | 34.779        | 0,31          | -             | -           | -            |
| Unidad Democrática                         | 33.537        | 0,30          | -             | -           | -            |
| Gente Emergente                            | 33.222        | 0,29          | -             | -           | -            |
| Solidaridad Independiente                  | 31.385        | 0,28          | -             | -           | -            |
| Movimiento Electoral del Pueblo            | 30.826        | 0,27          | -             | -           | -            |
| Altri <0,25%                               | 471.200       | 4,17          | -             | -           | -            |
| Rappresentanti indigeni                    | -             | -             | -             | -           | 3            |
| Totale                                     | 11.309.145    |               | 52            | 110         | 165          |

### Risultati di lista per Stato
| Stato (sez. mancanti)      | Voti validi |
| -------------------------- | ----------- |
| Amazonas (fonte) - 3       | 56.948      |
| Anzoátegui (fonte)         | 619.916     |
| Apure (fonte)              | 161.855     |
| Aragua (fonte) - 1         | 705.360     |
| Barinas (fonte) - 10       | 306.366     |
| Bolívar (fonte) - 30       | 511.724     |
| Carabobo (fonte) - 18      | 905.044     |
| Cojedes (fonte)            | 126.511     |
| Delta Amacuro (fonte)      | 71.297      |
| Distretto Capitale (fonte) | 1.014.122   |
| Falcón (fonte) - 16        | 362.981     |
| Guárico (fonte)            | 281.912     |
| Lara (fonte) - 33          | 728.784     |
| Mérida (fonte) - 6         | 366.786     |
| Miranda (fonte - 26)       | 1.209.857   |
| Monagas (fonte) - 9        | 330.548     |
| Nueva Esparta (fonte)      | 192.704     |
| Portuguesa (fonte) - 3     | 326.002     |
| Sucre (fonte) - 1          | 331.788     |
| Táchira (fonte)            | 514.053     |
| Trujillo (fonte)           | 279.324     |
| Vargas (fonte) - 10        | 153.659     |
| Yaracuy (fonte)- 1         | 241.899     |
| Zulia (fonte) - 10         | 1.509.705   |
| Totale - 177               | 11.309.145  |